# Saint-Clémentin

Ludność miejscowości Saint-Clémentin w latach 1962-2008

Saint-Clémentin – miejscowość i gmina we Francji, w regionie Nowa Akwitania, w departamencie Deux-Sèvres.
Według danych na rok 1990 gminę zamieszkiwało 506 osób, a gęstość zaludnienia wynosiła 37 osób/km² (wśród 1467 gmin regionu Poitou-Charentes Saint-Clémentin plasuje się na 550. miejscu pod względem liczby ludności, natomiast pod względem powierzchni na miejscu 645.).